# Heliconia latispatha
Heliconia latispatha ist eine Pflanzenart aus der Familie der Helikoniengewächse (Heliconiaceae). Sie ist in Mittelamerika heimisch.

## Beschreibung
Heliconia latispatha ist eine immergrüne, mehrjährige, krautige Pflanze, vegetativ ähnlich einer Bananenpflanze und mit einer Wuchshöhe von 2 bis 4 Meter. Je Spross finden sich drei bis fünf grüne Blätter, das jeweils längste ist dabei bis zu 150 Zentimeter lang und 33 Zentimeter breit, meist weisen sie einen feinen rotbraunen Rand auf.
Die bis zu 45 Zentimeter langen Blütenstände stehen aufrecht, je Blütenstand finden sich acht bis dreizehn spiralförmig angeordnete Tragblätter, das jeweils mittlere ist außen orange bis rot und unbehaart.
Jeder Wickel besteht aus 10 bis 15 Blüten, die Blütenhülle ist grün, gelb oder orange, die Kelchblattränder dunkelgrün und kahl, gelegentlich schwach flaumig behaart.
Die Chromosomenzahl beträgt 2n = 24.

## Verbreitung
Heliconia latispatha ist heimisch von Mexiko bis Peru und Venezuela; die Art ist häufig vor allem in offener Sekundärvegetation und frisch gerodeten Stellen, begünstigt durch ihre hohe Toleranz gegen Hitze und Dürre.

## Systematik und Botanische Geschichte
Die Art wurde 1846 von George Bentham erstbeschrieben.